# Alphesziboia
Alphesziboia (görögül: Άλφεσίβοια) a görög mitológiában:
1. Nimfa, akibe beleszeretett Dionüszosz, s tőle született Médosz, a médek névadója.
2. Phégeusz pszóphiszi király leánya, Alkmaión felesége. Bosszút állt fivérein férje meggyilkolásáért, annak ellenére, hogy Alkmaión elhagyta őt Kallirhoé kedvéért, és elorozta tőle Harmonia híres nyakláncát. Ebben a változatban Arszinoé a neve.